# Hamilton-ősbéka
A Hamilton-ősbéka (Leiopelma hamiltoni) a kétéltűek (Amphibia) osztályában, a békák (Anura) rendjében, azon belül az ősbékafélék (Leiopelmatidae) családjához tartozó egyik faj.

## Elterjedése
Új-Zéland területén honos.

## Megjelenése
A hamilton-béka egy parányi béka, a hímek testhossza 43 mm, a nőstények testhossza 49 mm. Színe barna.

## Életmódja
Étrendjén rovarok és más gerinctelenek szerepelnek.

## Szaporodása
A hím vigyáz a petékre és az ebihalakra.

## Természetvédelmi állapota
A Természetvédelmi Világszövetség értékelése szerint veszélyeztetett, az összállomány becslések szerint alig 300 békából áll, és egyetlen sziklaszirten összpontosul, ahonnan eddig csak korlátozott sikerrel próbálták áttelepíteni máshová. A betelepített patkányok vadásznak rá.